# 넬리 매케이
넬리 매케이(Nellie McKay, 1982년 4월 13일 ~ )는 미국의 싱어송라이터이자 배우이다.